# Campionati europei di concorso completo 1997
I Campionati europei di concorso completo 1997 si sono svolti a Burghley, in Gran Bretagna.

## Podi
| Evento           | Oro                    | Argento          | Bronzo           |
| Gara individuale | Bettina Overesch-Böker | William Fox-Pitt | Kristina Gifford |
| Gara a squadre   | Regno Unito            | Svezia           | Francia          |

## Medagliere
| Posiz. | Nazione     | Oro | Argento | Bronzo | Totale |
| ------ | ----------- | --- | ------- | ------ | ------ |
| 1      | Regno Unito | 1   | 1       | 1      | 3      |
| 2      | Germania    | 1   | 0       | 0      | 0      |
| 3      | Svezia      | 0   | 1       | 0      | 1      |
| 3      | Francia     | 0   | 0       | 1      | 1      |
| Totale | Totale      | 2   | 2       | 2      | 6      |